# Западное поселение

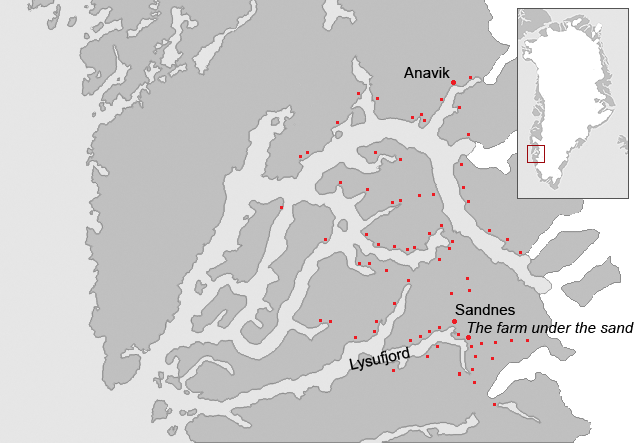
Карта Западного поселения викингов в Средневековой Гренландии. Этот район находится на территории современного муниципалитета Нуук. На карту нанесены крупные фермы и церкви, а также некоторые вероятные географические названия (на английском). Красными точками отмечены известные остатки ферм. The farm under the sand больше известна археологам под датским названием Gården under sandet — GUS

Западное поселение (др.-сканд. Vestribyggð) — второе по размерам из поселений викингов в Гренландии, основанное приблизительно в 990-х годах (другие два — Восточное, большее, и Центральное, ещё меньшее), и располагавшееся на месте позднейшего Готхоба (совр. Нуук).
О Западном поселении известно гораздо меньше, чем о Восточном, так как о нём очень мало упоминаний в письменных источниках, а его непосредственные описания в средневековых документах отсутствуют вообще. Известно лишь, что оно основано было примерно через десять лет после того, как были построены первые хутора Восточного поселения.
Несмотря на свое название, отражающее древнесеверный счёт не по сторонам света, а по общему направлению навигации, по отношению к остальным Западное поселение лежало скорее севернее, чем западнее, размещаясь, как и Восточное, на юго-западном побережье Гренландии, в концах длинных фьордов. К началу XIII столетия, в период его расцвета, в нем насчитывалось около 1000 жителей и располагалось примерно 90 хуторов и 4 церкви.
Начиная с середины XIII века эскимосы культуры туле, которых викинги традиционно называли скрелингами (заморышами), расселились по всему северо-западному побережью Гренландии вплоть до залива Диско, вступая в конфликты со скандинавами из-за охотничьих угодий.
Сохранились предания гренландских эскимосов о вооружённых столкновениях их предков с белыми поселенцами в XIV-XV веках, записанные в XIX столетии и опубликованные в 1866 году датским ученым Генрихом Ринком в Копенгагене в книге «История и традиции эскимосов» (The Eskimotribes, their distribution and characteristics. København, 1866). Однако современные генетические исследования однозначно не подтверждают фактов смешения представителей арктической расы со скандинавами в далёком прошлом.
Последние упоминания о Западном поселении относятся к XIV столетию. В частности, священник Ивар Бардассон, посланный на остров епископом Бергена Хаконом и обнаруживший на месте него лишь заброшенные фермы и одичавший скот, в своем «Описании Гренландии» сообщает, что к 1341 году «Западным поселением полностью овладели скрэлинги». В связи с этим в хронике епископа Гисли Оддссона под 1342 годом сообщается, что «жители Гренландии по собственной воле отвратились от истинной христианской веры, ибо уже давно позабыли о праведности и добродетели, и примкнули к народу Америки (ad Americae populos se converterunt)». Однако современные исследователи ставят это утверждение под сомнение.
Выдвигались гипотезы о захвате жителей эскимосами и даже о переселении их на континент (Ньюфаундленд или Лабрадор), не имеющие, впрочем, каких-либо серьезных доказательств.
В любом случае, начиная с середины XIV века Западное поселение в источниках не упоминается; по-видимому, оно было оставлено навсегда.
Археологами были найдены остатки заброшенных ферм на месте Западного поселения и мусорные кучи, оставленные его жителями. В руинах зданий обнаружено множество предметов быта, которые при переселении обычно забирали с собой. Это говорит в пользу того, что жители поселения не покинули его планомерно, а скорее бежали из него в панике или погибли. В верхних слоях мусорных куч были обнаружены кости животных, которых обычно не употребляли в пищу (вроде мелких птиц или собак) и домашнего скота, в большом количестве забитого на мясо (гренландцы содержали коров, коз и овец в основном ради молока и шерсти, и ели их нечасто — мясом их обеспечивала охота): очевидно, последние жители поселения страдали от голода.
Явных следов вражеского нападения, захвата домов эскимосами или пожара найдено не было.